# Dunston (Staffordshire)
Dunston – wieś i civil parish w Anglii, w hrabstwie Staffordshire, w dystrykcie South Staffordshire. Leży 6 km na południe od miasta Stafford i 195 km na północny zachód od Londynu. W 2011 roku civil parish liczyła 281 mieszkańców. Dunston jest wspomniana w Domesday Book (1086) jako Dunestone.